# Ambrozjusz Teodozjusz Makrobiusz

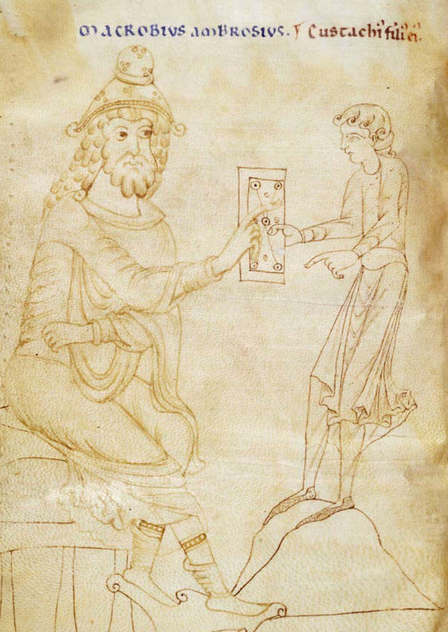
Średniowieczna podobizna Makrobiusza

Makrobiusz Ambrozjusz Teodozjusz (łac. Macrobius Ambrosius Theodosius) – rzymski pisarz (jednak nierzymskiego pochodzenia, być może urodzony w Afryce) i rzymski filozof neoplatoński, żyjący i tworzący na przełomie IV i V wieku.
Najważniejszym dziełem Makrobiusza są liczące siedem ksiąg Saturnalia, quasi-encyklopedia napisana w formie dialogu biesiadnego. W serii rozmów między znakomitymi Rzymianami przeprowadzonych w domu Vettiusa Praetextata z okazji święta Saturnaliów Makrobiusz zawarł wiele informacji z dziedziny m.in. historii, mitologii i filologii.
Makrobiusz był także autorem cenionego w okresie średniowiecza komentarza do Snu Scypiona z De republica Cycerona, rozważającego zagadnienie duszy w duchu filozofii neoplatonizmu. Z trzeciego znanego nam dzieła Makrobiusza, rozprawy gramatycznej De differentiis et societatibus Graeci Latinique verbi, zachował się tylko wyciąg zrobiony w IX wieku przez Jana Szkota Eriugenę.